# Gomphostigma incomptum
Gomphostigma incomptum är en flenörtsväxtart som först beskrevs av Carl von Linné d.y., och fick sitt nu gällande namn av Nicholas Edward Brown. Gomphostigma incomptum ingår i släktet Gomphostigma och familjen flenörtsväxter. Inga underarter finns listade i Catalogue of Life.